# نادي أولوت
نادي أولوت هو نادي كرة قدم من بلدة أولوت، كتالونيا. تأسس عام 1921 ويلعب حالياً في دوري الدرجة الرابعة الإسباني. يتسع ملعب الفريق إلى حوالي 3000 مشجع.